# كانديس نايت
كانديس نايت (بالإنجليزية: Candice Night)‏ (8 مايو 1971، هاوبباوج في الولايات المتحدة)؛ كاتِبة، مؤلِّفة أغانٍ، مغنية وشاعرة أمريكية.

## روابط خارجية
- كانديس نايت على موقع IMDb (الإنجليزية)
- كانديس نايت على موقع ميوزك برينز (الإنجليزية)
- كانديس نايت على موقع أول ميوزيك (الإنجليزية)
- كانديس نايت على موقع ديسكوغز (الإنجليزية)
- كانديس نايت على موقع قاعدة بيانات الفيلم (الإنجليزية)